# Sardieu
Sardieu – miejscowość i gmina we Francji, w regionie Owernia-Rodan-Alpy, w departamencie Isère.
Według danych na rok 1990 gminę zamieszkiwało 555 osób, a gęstość zaludnienia wynosiła 50 osób/km² (wśród 2880 gmin regionu Rodan-Alpy Sardieu plasuje się na 1096. miejscu pod względem liczby ludności, natomiast pod względem powierzchni na miejscu 1042.).